# Tràcia
|  | «Tràcia» redirigeix aquí. Vegeu-ne altres significats a «Tràcia (desambiguació)». |

Tràcia és una regió del sud-est d'Europa situada al nord-est de Grècia, sud de Bulgària, nord-oest de Turquia i separada d'Àsia pels canals del Bòsfor i Çanakkale Bogazi. Bàsicament, equival a la vall del riu Maritsa. És una regió repartida entre Grècia (Tràcia Occidental), Turquia (Tràcia oriental) i Bulgària.

## Límits
Inicialment, la península Calcídica en formava part i fins i tot algunes parts al nord, poblades per escites, però progressivament es va circumscriure als territoris entre l'Ister al nord, l'Euxí i el Bòsfor, a l'est, Hel·lespont, la mar Egea i el nord de Macedònia, al sud; i l'Estrímon i més tard fins al Nestos i Il·líria, a l'oest.
Sota els romans, es dividí en dues parts separades pel riu Haemus (Hemos), la del sud que es va dir Tràcia i la del nord (fins a l'Ister) que es digué Mèsia. La part sud o Tràcia pròpiament dita fou més tard coneguda com a Rumèlia.

## Descripció
La descripció d'Estrabó en el seu setè llibre es va perdre i no en resten bones descripcions antigues.

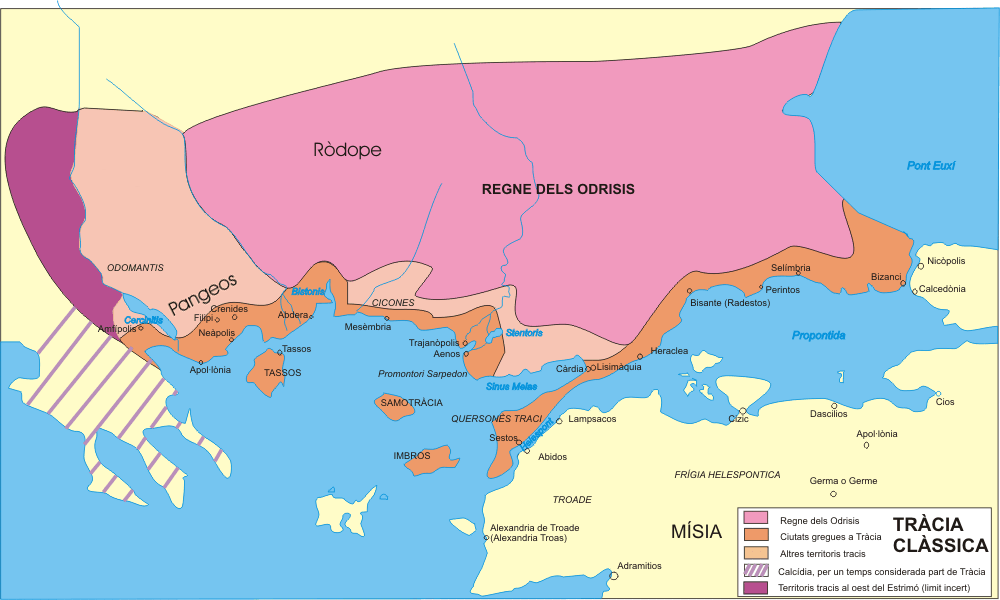
Mapa de la Tràcia clàssica

## Muntanyes
Les muntanyes dels Ròdope, limitades a l'oest per l'Estrímon i al nord i est per l'Hebros (al sud, la mar), conformaven el país, però només les colònies gregues de la costa eren conegudes. La Tràcia pròpia és muntanyosa, a diferència de Mèsia, que és plana. La serralada de l'Haemus es parteix en tres branques cap al sud-est i ocupa quasi tot el país. El Nestos separa les serralades occidentals del Pangeos i dels Ròdope, que s'acosten a la costa. La branca central a les fonts de l'Hebros i Tonzos, arriba fins Adrianòpolis; i l'oriental (avui Strandja Dagh i Tekir Dagh) s'estén fins al Bòsfor i té els cims més alts. Ovidi esmenta en les Metamorfosis el Pindus, que aparentment és una muntanya de Tràcia.

## Rius
Els rius corren de nord a sud. L'Estrímon forma la frontera occidental. Rebia com afluent principal l'Angites; a l'est de l'anterior, el riu Nestos, després el Travos, el Schoenus (Scoenos) i l'Hebros, el principal del país (amb els seus afluents l'Arda o Harpessos, el Suemos, el Tonzos, l'Artiscos i l'Agrianes) i, finalment, el Melas. Tots desaigüen a la mar Egea. A l'Hel·lespont, cal esmentar l'Egospotamos, l'Arzos i l'Erginos. A l'Euxí s'esmenten el Pira i l'Orosines.

## Costa
La costa és molt irregular i les aigües són poc fondes. Diverses boques de rius arriben a la costa, on formen dipòsits al·luvials, i alguns s'eixamplen i se'ls va anomenar llacs, com l'Estrímon, que en la seva boca es convertí en el llac Cercinitis, si bé era poc més que uns aiguamolls; altres casos similars són el llac Bistonis, prop d'Abdera, i el llac Stentoris, a la boca de l'Hebros. El golf de Melas és format per la part nord del Quersonès, dit traci, i la costa de l'altre costat. Hi ha també nombroses badies, i l'únic golf de certa importància n'és Portus Hellodos, prop d'Anquialos (conegut després com a Badia de Bonrghaz). Els promontoris més destacats són l'Ismarion, el Serreheon, el Sarpedonion i el Mastusion, a la costa sud, i el Thynies i Hemi Extrema, a l'est.

## Illes
A la costa, es troben les illes de Tassos, Samotràcia i Imbros. Un canal de menys de 10 km separa Tassos de la costa, però les altres dues estan més llunyanes.

## Clima
El clima és fred i rigorós en general, però algunes zones són més càlides, com la vall de l'Haemus. El clima era abans més fred perquè hi havia molta extensió de boscos i aiguamolls, i poca terra cultivada, però actualment la temperatura mitjana està en ascens. L'Hebros antigament es gelava, però ara ja rarament ho fa. Florus explica que, durant la campanya del cònsol Minucius, alguns cavallers es van enfonsar al riu en trencar-se el gel; Xenofont també parla de l'hivern passat a Tràcia i diu que fins el vi es gelava i es congelaven els nassos i les orelles. Altres escriptors parlen del fred del país i que els nadius anaven ben abrigats.

## Productes i flora
Tradicionalment Tràcia va produir vi, alguns de famosos. També produïa moresc i blat (aquest darrer força apreciat). Alguns altres productes eren cultivats. Feien un pa dolç amb fruits secs. Es trobaven al país roses que naixien salvatges i altres espècies, com menta i un parell de plantes poc habituals. Els atenencs n'importaren fusta.
Avui es cultiva tabac.

## Fauna
Els cavalls blancs de Tràcia eren reconeguts arreu. Els mags de Xerxes, en passar per allí cap a Grècia, van sacrificar alguns cavalls en rituals. La cavalleria era la part principal dels elements tracis armats. Heròdot diu que hi havia alguns lleons a l'oest i a l'est del país, i Aristòtil també en fa esment. Els lleons van atacar els camells de Xerxes durant el pas del rei persa per la regió. Els ramats eren de bèsties grosses i petites, però abundants, i era la principal riquesa del poble, ja que als habitants del país no els agradava l'agricultura. També posseïen aus. Aristòtil parla d'un ocell aquàtic o pelicà que va emigrar de l'Estrímon a l'Ister; alguns tracis també tenien falcons, però no els ensinistraven. En algunes zones es practicava la pesca.

## Mineria
Les principals produccions foren l'or i la plata que es trobaven a les muntanyes entre l'Estrímon i el Nestos. Crenides (després Filípia), a l'extrem sud del Pangeos al turó de Dionis, era la mina més rica del país (fou establerta per la gent de Tassos) i la seva possessió fou el principal motiu pel qual Filip de Macedònia va annexar la zona. Heròdot esmenta també mines de plata a la mateixa regió del Pangeos, on vivien les tribus tràcies del Pieres, Odomantis i Satres. Heròdot esmenta també altres mines explotades per la gent de Tassos: Scapte Hyle, prop d'Abdera, que donava una renda anyal de 80 talents (la de Crenides en donava 100). Estrabó diu que les arenes de l'Hebros tenien or. Tucídides va buscar mines d'or prop d'Amfípolis. A Tràcia, es trobava també òpals, gemmes locals i alguns altres menys importants, a més de marbre fi a les muntanyes de Lidja. Mines de ferro existien a Samakor, i alumini a Chaphanê. Als Ròdope, hi havia també aigües minerals i aigües termals a Lidja.

## Terratrèmols
Estrabó esmenta alguns terratrèmols a la regió, i Plini i Mela parlen de la destrucció de Bizone, al Pont Euxí, deguda a un terratrèmol.

## Vies
Dues vies principals sortien de Bizanci: la primera era la via del rei, perquè la va seguir Xerxes: creuava l'Hebros i el Nestos i, per la costa, fins a Neàpolis, creuant després l'Estrímon a Amfípolis i continuava cap a Pella, la Macedònia interior, Il·líria i Dirràquion; els romans anomenaren aquesta via, després de les seves millores, Via Egnàcia. La segona passava més al nord, creuava l'Hebros cap a Filipòpolis, Sàrdica (Sofia) i Naissus (Nish) cap al Danubi (prop de l'actual Belgrad).

## Etnologia
El pieres vivien a Macedònia, d'on foren expulsats i van passar a Tràcia. Heròdot esmenta les fortaleses dels pieres a Tràcia en el temps de l'expedició de Xerxes.

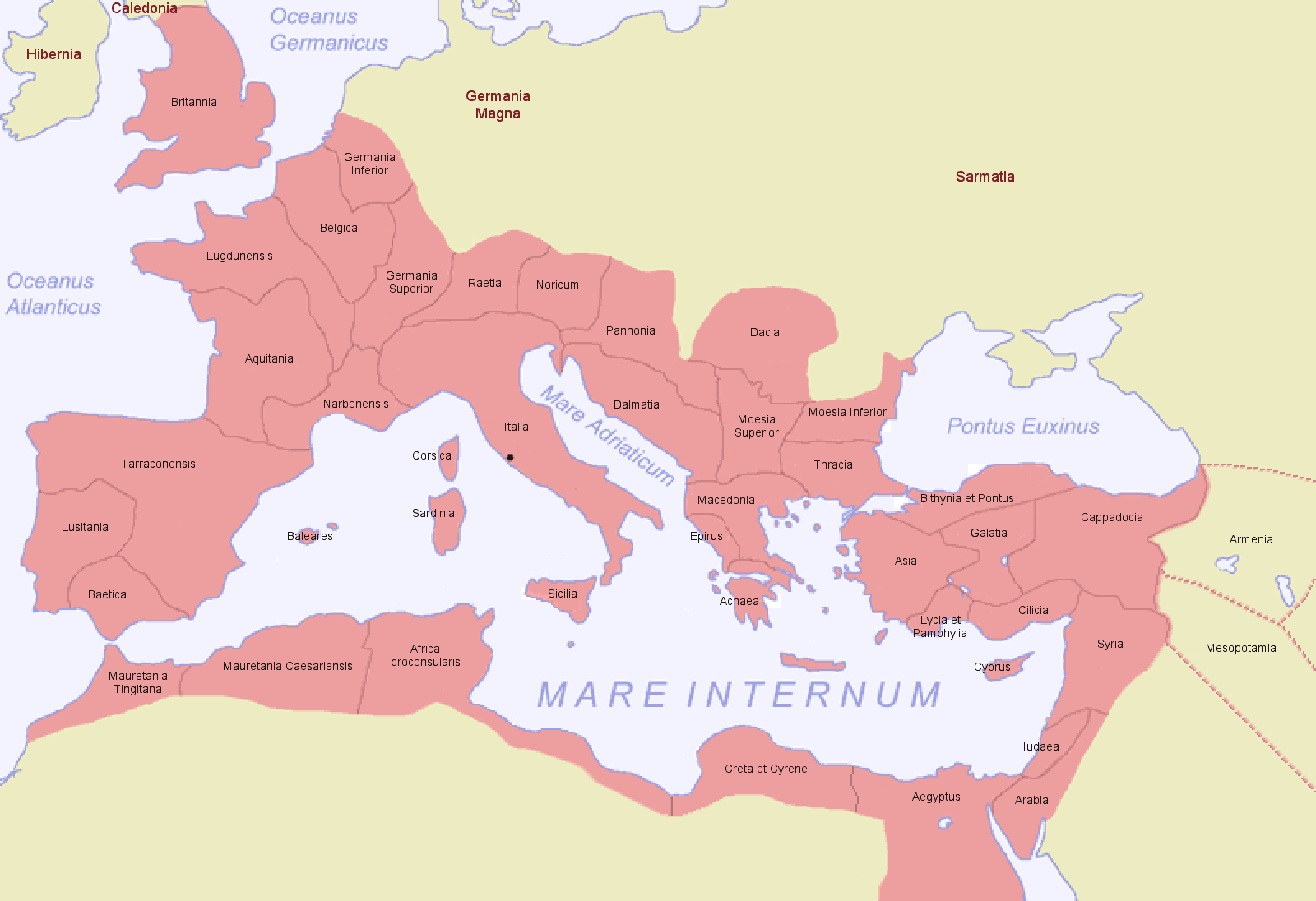
Imperi romà.

Se suposa que els tracis eren una ètnia pelàsgica estesa almenys fins a Troia. Homer esmenta dues tribus pelàsgiques, els caucons i els cicons, els darrers sense dubte tracis, i els segons (que per Estrabó sabem que vivien a la costa de Bitínia) podrien ser escites o tracis. Entre els noms probables que els tracis es donaven a ells mateixos hi havia: eudons, denteletes, tinis, satres, maduatens i alguns altres, possibles branques del mateix poble o ètnia.
Heròdot ja parla dels tracis com una nació poderosa; els getes eren una de les seves branques; d'altres eren els misis (més tard anomenats bitinis, suposadament derivat de la unió dels misis i dels tinis) i probablement els dacis. Els misis establerts a Mísia foren colonitzats pels tracis, i Heròdot suposa que ho foren pels misis de Bitínia, ja colonitzats abans. Els iàpodes, melinòfags, els il·liris i els dàrdans són indicats també com a tracis o emparentats amb els tracis per Heròdot, que també diu que els frigis van colonitzar els tracis i que els sarapares, un poble que vivia al nord d'Armènia, i els mariandins, de Bitínia, també eren d'ètnia tràcia. Sembla que elements tracis es varen barrejar cap al sud del Mont Olimp amb els macedonis. Florus també anomena els escordiscs, dels quals diu que eren la branca més salvatge dels tracis.

## Costums
Heròdot descriu els costums dels tracis. Venien els seus fills com a esclaus a l'estranger; les dones solteres podien tenir tota classe de relacions amb els homes, però després del matrimoni es devien al marit; per casar-se, els homes pagaven diners als parents de la dona. Els tatuatges eren signe de noblesa. Els pagesos no eren apreciats mentre que la guerra i el saqueig eren oficis nobles. Els seus únics déus eren Ares, Dionís i Artemisa, però els reis tenien com a déu Hermes, del qual deien ser descendents. Quan un ric moria, el seu cos es conservava tres dies i els seus amics feien una gran festa abans de l'enterrament. Una muntanya de terra quedava sobre la tomba i es feien allí jocs esportius.
Alguns altres costums no eren comuns sinó propis només de determinada tribu. Així, els tracis al nord dels Crestonis tenien diverses dones, i quan un home moria s'iniciava un concurs entre les vídues per decidir quina havia estat la més estimada, i la guanyadora era sacrificada a la tomba del marit pel seu parent mascle més proper, mentre les altres vídues es consideraven molt desgraciades. Estrabó diu que el costum de la poligàmia no era exclusiu d'alguna tribu sinó que estava bastant estès. Xenofont parla del costum de comprar dones vídues i diu que el rei traci Seutes li va proposar donar-li en matrimoni la seva filla i li va oferir comprar una filla de Xenofont com a muller.
Els tracis no eren un poble unit. Freqüentment, segons Heròdot, les tribus estaven en guerra entre si i no cooperaven ni davant de l'enemic exterior, o ho feien per molts breus períodes. Tucídides esmenta Sialtes com el rei traci més poderós de tots els reis en tots els temps. En temps de Cir el Jove, molts tracis foren reclutats pels perses com a mercenaris contra altres tracis. Quan Seutes va iniciar una expedició militar, els tracis se li van unir des d'arreu. Els tracis van desertar de l'exèrcit persa d'Artaxerxes després de la Batalla de Cunaxa. Tàcit diu que els tracis es van revoltar l'any 26 perquè no volien ser reclutats (el reclutament fou introduït al país per Roma).
Els tracis combatien amb armament lleuger (infanteria). La presència de cavalleria hi era irregular. Els soldats de Sitalces, muntanyencs dels Ròdope, es van distingir per la seva valentia; anaven armats només amb espases curtes; la descripció que Heròdot fa de l'armament dels tracis d'Àsia coincideix amb la que fa Xenofont de l'armament dels soldats de Seutes. Les gorres els cobrien les orelles i els cabells, i portaven una acolorida capa; les botes eren altes i fetes de pells d'animals peluts; portaven escuts, javelines i espases curtes. Els tracis de l'exèrcit de Filip V de Macedònia portaven una arma anomenada rhomphaeae, que podria ser una javelina o una espasa. Els guerrers tracis combatien amb ímpetu i valentia, però eren indisciplinats. Livi els descriu després de la victòria obtinguda per Perseu contra els romans (en el primer combat de la guerra) i diu que després de guanyar van retirar-se al campament i es van posar a cantar cançons de triomf i portaven els caps tallats dels soldats morts a la punta de les seves armes; però quan eren derrotats fugien ràpid, posant-se els escuts a l'esquena per protegir-se.
En el temps de la Guerra del Peloponès, Tràcia proveïa tots els exèrcits de mercenaris, sempre que es pogués pagar el preu. Més tard, continuaren sent mercenaris per als macedonis, i fins i tot per a Roma (auxiliars en les legions, però segurament ja molt pocs voluntaris i la majoria reclutats). Alguns tracis foren gladiadors i Cal·lígula va donar el comandament de la guàrdia germana a tracis.
Tucídides diu que el rei traci Seutes, successor de Sitalces, rebia un tribut de les ciutats gregues de 400 talents de plata a més de presents en or i plata. Els presents no tan sols eren per al rei sinó també per als més nobles dels odrisis.
La música tràcia era rude i poc agradable. Estrabó la compara a la dels frigis. Xenofont diu que tocaven corns o trompetes.
Per il·lustrar la seva ferocitat, Heròdot explica la història del rei Bisaltes, que va castigar els seus sis fills per desobeir-lo hi els va fer treure els ulls. Seutes va desfigurar alguns dels tinis que havia fet presoners. Rascuporis va invitar el seu nebot a un banquet, el va emborratxar i el va matar. Tucídides parla de la massacre que van fer els tracis a la ciutat beòcia de Micalès.
També es diu que eren hospitalaris. Seutes havia rebut dels tinis uns quants ostatges, quasi tots vells, en garantia d'una pau acordada, però els tinis no van dubtar a reiniciar les hostilitats sense por del que passés als ostatges. Altres grups, si bé dedicats al robatori, eren tot i així honorables.
Plini diu que acostumaven a marcar els seus dies feliços i els que no ho eren amb pedres blanques o negres, que posaven en gerres al final del dia. Les gerres es buidaven quan el seu propietari moria i les pedres es contaven i es determinava si havia estat un home feliç pel color que era més nombrós.

## Religió
La deïtat amb més adoradors era Dionís, que anomenaven (com els frigis) Sabazius. Hi havia un oracle als Ròdope, al territori dels satres, en direcció cap al territori dels bessis. Heròdot diu que l'oracle era semblant al de Delfos. L'adoració d'Artemisa, de nom traci Bendis o Cotytto, era molt difosa entre les dones. Les víctimes humanes dedicades a les seves divinitats no foren un costum general, si és que realment van existir, ja que no s'esmenten per cap dels antics autors, malgrat que Heròdot diu que, quan el persa Oebazos va caure en mans dels apsintis (després de la conquesta de Sestus pels atenencs), el van sacrificar al seu déu local Pleistoros, però sembla que fou més aviat un costum (i no habitual) dels apsintis i no de tots els tracis.

## Beguda
La beguda de vi es considerava dedicada a Dionís. Amià Marcel·lí diu que els odrisis bevien i menjaven en els seus banquets amb excés; Tàcit diu que els tracis que servien a les ordres de Poppeus Sabinus no podien fer guàrdia de nit després del que bevien durant el dia. Xenofont descriu com Seutes i ell mateix es van beure uns corns de vi a la manera tràcia, però després no es va servir vi al banquet, i el mateix rei no va mostrar signes d'haver begut. Un escriptor romà recull la idea que els tracis donaven a tots els invitats la mateixa porció de vi. Els odrisis auxiliars de Dercil·lides abocaven vi damunt els cadàvers dels seus companys morts i Pomponi Mela diu que alguns no bevien vi, però s'intoxicaven d'una altra manera, amb aromes i fums de certes fulles que serien d'efecte narcòtic.

## Habitacles
Els tracis vivien en llogarets amb cases rodejades d'estaques llargues, que els garantien seguretat.

## Història
Les primeres notícies que es tenen són de l'establiment de colònies gregues a la zona de la costa. Algunes són molt antigues, com Bizanci, Selímbria, fundades per Mègara cap al segle vii aC. La gent de Clazòmenes va fer un intent d'establir-se a Abdera el 651 aC, però va fracassar; Abdera no va ser fundada fins al 560 aC per colons de Teos. Mesèmbria la van fundar colons de Bizanci i Calcedònia que havien fugit dels fenicis el 493 aC. L'època de l'establiment de Dices, Maronea i Anos, a la costa sud, i de Càrdia i Sestos al Quersonès, no es coneix. Els atenencs van enviar deu mil homes el 465 aC per fundar una colònia a Amfípolis, i van expulsar els edonis, però en entrar cap a l'interior els tracis els van derrotar a Drabescos i van haver d'evacuar el país; van tornar trenta anys després i van eliminar tota resistència.

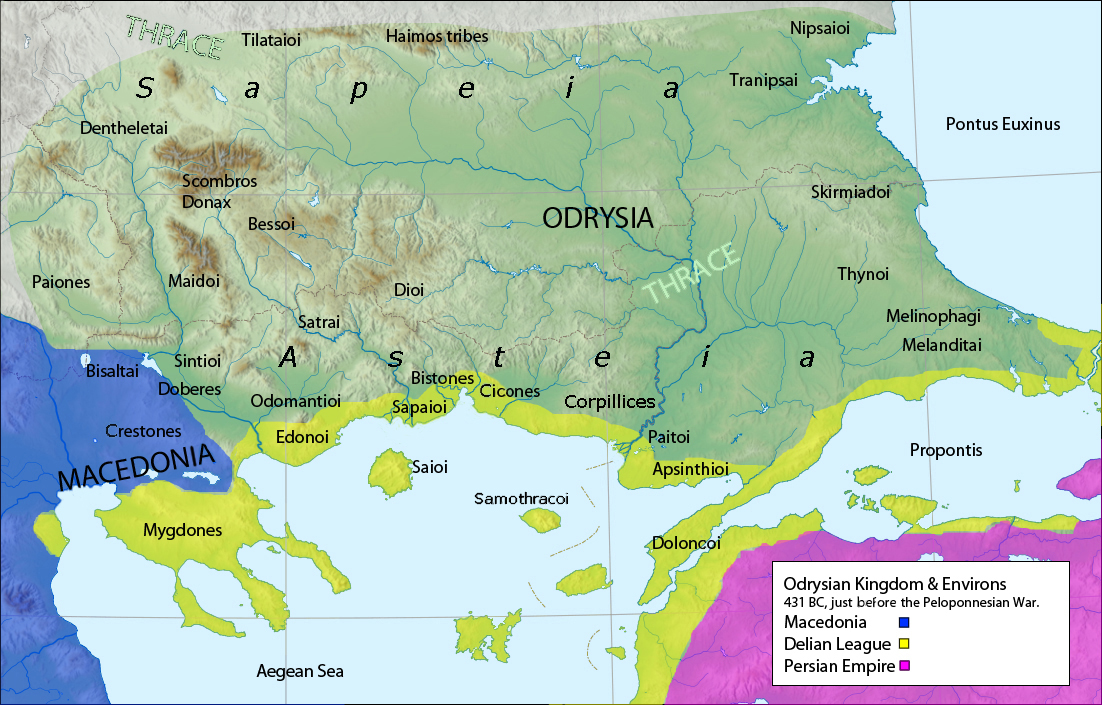
Mapa del regne dels odrisis, 431 aC

En temps de Pisístrat, els dolonques del Quersonès van acceptar la sobirania de Milcíades per fer front als seus veïns, els apsintes, i així Atenes va poder posar peu a la regió. Abans del 513 aC, els grecs posseïen, doncs, moltes colònies o territoris a la costa de Tràcia i segurament els tracis de la rodalia els estaven sotmesos (per exemple, se sap que Bizanci va sotmetre els tracis de Bitínia), però això no es pot considerar general i més aviat devia de ser a l'inrevés, que els grecs van pagar tribut als reis o reietons tracis. L'any 513 aC, Darios de Pèrsia va creuar el Bòsfor amb un exèrcit en persecució dels escites i, creuant el país, no va trobar oposició. Els grecs el van haver d'acompanyar fins al Danubi, i entre ells el jove Milcíades, futur heroi de Marató, que llavors governava el Quersonès (com abans havia fet el seu oncle) i estava casat amb la filla d'un rei de Tràcia. Quan Darios va tornar-hi, va passar per l'Hel·lespont i va creuar Sestos, i erigí una fortalesa a Dorisc, prop de la Boca de l'Hebros. Megabazos va ser enviat a sotmetre Tràcia amb 80.000 homes, i va iniciar la conquesta assetjant Perint, que havia patit els atacs dels peonis, i la va ocupar. Després d'això, tot el país (expressió que es referiria només a la zona costanera) es va sotmetre als perses. El sàtrapa va arribar fins a l'Estrímon, segons se sap per la concessió que va fer Darios d'un districte de la zona a Histieu, que hi va fundar la ciutat de Mircinos. Quan Megabazos va tornar a Àsia acompanyat de part de l'exèrcit (o potser de tot) el país es va perdre. Els peonis van passar a Frígia creuant l'Estrímon; els jonis es van revoltar (498 aC) i van conquerir Bizanci i les altres ciutats. Aquest període coincideix amb les invasions escites que van arribar fins al Quersonès, on Milcíades va haver de fugir. La Revolta Jònica va ser sufocada el 493 aC i la flota fenícia va anar a l'Hel·lespont i va posar tot el país sota domini persa. Només la ciutat de Càrdia va resistir i els perses no la van poder sotmetre ni conquerir. Milcíades es va escapar del Quersonès cap a Atenes.
L'any 492 aC, Mardoni amb un exèrcit va creuar l'Hel·lespont i va avançar cap a Macedònia, però els soldats patiren atacs tracis per terra i la flota va ser en part destruïda a la muntanya d'Atos. Els grecs ocupaven llavors l'oest de l'Estrímon, però van abandonar la regió i se'n van anar a Àsia.
El 480 aC, Xerxes, amb el seu exèrcit, va creuar l'Hel·lespont pels pont que creuaven d'Abidos a Sestos. Heròdot explica la marxa. Després de Salamina, Xerxes i 60.000 homes es van retirar per Tràcia i sembla que no els van inquietar. L'any següent, (479 aC), el sàtrapa Artabazos I amb 40.000 homes (les restes de l'exèrcit persa) va passar per Tessàlia, Macedònia i Tràcia, però no va destruir les ciutats gregues i va perdre bona part dels seus homes per cansament, gana i els atacs dels tracis, fins que finalment va arribar a Bizanci. Els grecs van aprofitar el moment i van sotmetre Tràcia (excepte Dorisc), i en van expulsar els pocs perses que hi restaven. Després de la batalla de Mícale, la flota grega va estar a l'Hel·lespont on els atenencs van posar setge a Sestos, que va ser ocupada l'any 478 aC. El 477 aC, l'espartà Pausànies va ocupar Bizanci. El 476 aC, després d'una llarga resistència, va caure en mans de Cimó d'Atenes la ciutat d'Eion (el governador persa es va suïcidar després de matar la seva família) i els perses van perdre així la seva darrera possessió europea, i les colònies gregues es van poder recuperar; la majoria van quedar sota influència d'Atenes.
Durant el període de Pèricles, un miler d'atenencs es van establir al Quersonès traci, que era la zona més favorable a Atenes. El 437 aC, els atenencs van fundar Amfípolis. En aquest temps, va fer eclosió el Regne dels odrisis, inicialment un més dels regnes de Tràcia, però destinat a ser el més poderós.
Vegeu: Odrisis
Al començament de la Guerra del Peloponès, els atenencs es van aliar al rei odrisi Sitalces, gràcies al qual esperaven imposar la seva hegemonia a la península Calcídica (cap a l'any 431 aC o 430 aC). El 429 aC, Sitalces, al front d'un exèrcit de tracis, va envair Macedònia, enemiga d'Atenes, i si bé no va trobar resistència, va haver de tornar a Tràcia al cap d'un mes per manca de subministraments. Brasides, l'espartà, pel seu costat, tenia nombrosos mercenaris tracis al seu exèrcit de la rodalia d'Amfípolis (422 aC). Una part de la guerra es va lliurar al Bòsfor i a l'Hel·lespont. La Batalla d'Egospòtamos es va lliurar al sud de Sestos l'any 405 aC i va posar, de fet, fi al conflicte. Per la pau d'Atenes del 404 aC, Atenes va renunciar a totes les seves possessions exteriors i les de la part oriental de Tràcia van passar a Esparta i a Pèrsia. Quan un exèrcit grec de deu mil homes va tornar a Europa, el 400 aC, es va aliar a Seutes, príncep dels odrisis, amb la finalitat de recuperar els dominis que havien estat del seu pare al sud-est de Tràcia. Una vegada restaurat en el tron, Seutes va mostrar el seu agraïment enviant reforços a Dercil·lides, el comandant espartà que dirigia la lluita contra els perses, amb els quals s'havia iniciat la guerra (399 aC). El 398 aC, Dercil·lides va anar al Quersonès i va fer construir una muralla a la part nord, per servir de protecció a les ciutats gregues contra els bàrbars. Dercil·lides va defensar Sestos de les forces combinades de Conó i Farnabazos II (394 aC), però el 390 aC l'atenenc Trasibul va restaurar la influència d'Atenes a Tràcia, va formar aliança amb dos prínceps natius i va establir la democràcia a Bizanci; el seu èxit es va veure confirmat per la victòria d'Ifícrates (general atenenc) sobre Anaxibi l'any 389 aC. Finalment, la pau d'Antàlcides va convertir tots els estats grecs en independents i, de fet, va donar la supremacia a Esparta (387 aC).
El 359 aC, va arribar al tron de Macedònia Filip II, que va començar el regnat amb l'expansió cap a l'est. El 358 aC, va prendre possessió d'Amfípolis. Tràcia era llavors regida en gran part per tres prínceps, possibles germans: dos d'ells, que es deien Berisades i Amadocos, van demanar a Filip que fes d'àrbitre en un conflicte que els oposava. Això ho va aprofitar Filip per apoderar-se dels dominis d'ambdós reietons. Llavors va restar-hi el tercer germà, Cersobleptes, que dominava la part més oriental, i que va lluitar durant un temps contra el rei macedoni. El 357 aC, Cersobleptes va cedir el Quersonès als atenencs, que hi van enviar una colònia el 353 aC. Cersobleptes va ser derrotat per Filip diverses vegades, fins que el 343 aC Filip el va sotmetre definitivament i va haver de pagar tribut.
L'any 342 aC, es van establir colònies macedònies a la Tràcia oriental, on els macedonis es van enfrontar a Diòpites, el comandant atenenc de la regió. Filip va estar tres anys a Tràcia, va assetjar Perint i Bizanci, aliades d'Atenes. El comandant atenenc Foció va obligar Filip a aixecar els setges i, finalment, el rei macedoni va abandonar la regió i va sortir cap al sud contra els grecs confederats. En marxar, les tropes de Foció van recuperar algunes ciutats on Filip havia deixat guarnició macedònia. Tot i així, Filip dominava el sud i l'oest de Tràcia, i el districte entre l'Estrímon i el Nestos i el de les mines del Pangeos (conquerit el 356 aC) van ser incorporats al Regne de Macedònia i eren uns territoris d'on en va treure metalls preciosos i altres subministraments. Filip va morir assassinat el 336 aC i el va succeir el seu fill Alexandre el Gran. Alexandre va creuar l'Haemus per atacar els tribal·lis, però era un acte sense continuïtat, i després ja es va centrar en la seva expedició a l'Imperi Persa, al qual va entrar creuant l'Hel·lespont per Sestos (334 aC).
A la mort d'Alexandre, Tràcia va correspondre a Lisímac, que es va enfrontar aviat amb Seutes III, rei dels odrisis. Lisímac va establir fermament el seu domini al sud del Danubi fins a la frontera amb Macedònia, i les ciutats gregues de l'Euxí van rebre guarnicions lleials. Les tribus tràcies només es van mantenir independents als llocs menys accessibles, i la resta es va haver de sotmetre al poder de Lisímac. El 309 aC, va fundar Lisimàquia, al nord del Quersonès, i la va convertir en la seva capital. Derrotat pels selèucides a Cirupedion (281 aC), Tràcia va passar a Seleuc I Nicàtor, però va ser assassinat l'any 280 aC per Ptolemeu Ceraune, que va ser reconegut com a rei, però va morir poc després en combat contra una banda de celtes invasors (els gàlates). Els gàlates van poder ser aturats a Grècia, però una part s'havia establert a Tràcia, i, junt amb els sobrevivents de la derrota, van passar a Àsia. Formalment, Tràcia es va annexar al Regne de Macedònia.
El 247 aC, la flota de Ptolemeu Evèrgetes va ocupar Lisimàquia i altres ciutats de la costa de Tràcia, que va pertànyer per bastants anys als reis egipcis.
El 220 aC, Filip V va arribar al tron de Macedònia. L'any 211 aC, va iniciar la seva expansió cap a Tràcia, quan va enviar un exèrcit contra els maedi que feien incursions de pillatge a Macedònia. Les seves terres foren assolades i la seva capital, Iamforina, es va haver de rendir. El 205 aC, Filip, després de fer la pau amb els romans, va envair Tràcia i va ocupar Lisimaquea. L'any 200 aC, va tornar al país, on ja no esperava gaire resistència perquè el seu exèrcit es limitava a dos mil infants i dos-cents cavallers; amb l'auxili de la flota, es va apoderar de la costa sud i del Quersonès i va establir el setge d'Abidos, que va ocupar. Roma era aliada d'Abidos, i aquesta conquesta va ser una de les causes de la guerra que va acabar el 196 aC, en què Filip, derrotat, va haver de renunciar a totes les seves conquestes i treure totes les guarnicions de les ciutats gregues. Luci Estertini va comprovar el compliment del que s'havia pactat, però poc després de la sortida de les guarnicions macedònies Antíoc III el Gran de Síria va creuar l'Hel·lespont i es va fer amo del Quersonès, que va reclamar com a possessió del seu ancestre Seleuc. Com que no va acceptar la petició romana d'evacuar Europa, va esclatar la guerra. Seleuc, fill d'Antíoc, va ser enviat a restaurar Lisimàquia i a estendre la influència selèucida a la regió, i es van establir guarnicions a Maronea i Enos.
En la guerra, Filip V de Macedònia va ser aliat dels romans i els va proveir d'allò necessari per creuar Tràcia, especialment assegurant-se que no serien molestats per les tribus salvatges del país. Derrotat Antíoc a Magnèsia del Sipilos (189 aC), la pau d'Apamea (188 aC) el va obligar a retirar-se fins al Taure. El Quersonès i les seves dependències es van lliurar a Èumenes de Pèrgam, aliat romà. Filip no va estar d'acord amb la cessió del Quersonès a Pèrgam i va establir guarnicions a Maronea i Enos, a les quals Pèrgam es va oposar, ja que també reclamava aquestes ciutats. Els romans van demanar la retirada macedònia (184 aC) i Filip va haver d'obeir, però va prendre venjança permetent o ordenant la massacre de molts dels habitants de Maronea. El comissionat romà Quint Fabi Labeó havia establert com a límit sud de les possessions macedònies la via reial, però Filip havia construït una nova via reial més al sud que deixava dins els seus dominis les ciutats disputades.
L'any 184 aC, Filip va dirigir una expedició a l'interior de Tràcia, a les terres dins el seu àmbit de control cosa que no podia molestar a Roma. Va derrotar els tracis en una batalla en què va fer presoner el príncep Amadocos. Filip va enviar delegats a les tribus del Danubi demanant-los que fessin una incursió a Itàlia. El 183 aC, Filip va atacar els odrisis, denteletes i bessis i va ocupar Filipòpolis, on va establir una guarnició que aviat els odrisis van expulsar. El 182 aC, Filip va expulsar la població de les zones costaneres de Macedònia cap a l'interior del país, i la zona costanera la va repoblar amb tracis i altres bàrbars, que servien al seu exèrcit i dels quals esperava valdre's contra els romans.
Filip va ser a l'Haemus el 181 aC i va erigir-ne al cim un altar a Júpiter i al sol. A la tornada, el seu exèrcit va derrotar els denteletes i a la regió de Madica (o dels madis) va prendre una ciutat anomenada Petra. Filip va morir el 179 aC i el va succeir el seu fill Perseu.
L'any 172 aC, els romans es van aliar a algunes tribus tràcies que constituïen des de llavors un perill per a Perseu, però els principals caps tracis no van rebre els regals adequats i, en canvi, Perseu es va atreure uns altres caps. La guerra contra Roma va començar el 171 aC i el rei dels odrisis, Cotis II, va ser aliat de Macedònia i va anar amb Perseu cap a Tessàlia, però només va poder aportar un miler d'infants i un miler de cavallers; Cotis va dirigir tots els tracis de l'exèrcit de Perseu i va guanyar el primer combat. Més tard, Perseu es va retirar cap a Macedònia i llavors va córrer el rumor que els tracis aliats de Roma havien envaït el territori dels odrisis, i Cotis va retornar al seu país i ja no va prendre més part en la guerra, encara que probablement les seves forces van tornar per ajudar Perseu; el fill de Cotis, Bitis, va caure en mans dels romans després de la batalla de Pidna el 168 aC i el seu pare va enviar ambaixadors a Roma, s'excusà per haver ajudat Perseu i demanà la llibertat del seu fill a canvi de diners. El Senat va rebutjar alliberar Bitis a canvi de diners, i el va alliberar sense res a canvi i encara va donar una forta quantitat als ambaixadors tracis. Així, i apel·lant a les bones relacions de Roma amb anteriors reis odrisis, els romans es van guanyar Cotis i el poble. El 187 aC, Bitis (junt amb altres nobles tracis) va ser enviat a Tràcia amb tres comissionats romans.
Després de la derrota de Perseu, els seus dominis es van dividir en quatre districtes o regions: la primera regió incloïa el territori entre l'Estrímon i el Nestos i els territoris macedònics més enllà del Nestos menys Enos, Maronea i Abdera; també pertanyien al districte Bisàltia i Sintice, que eren a l'oest de l'Estrímon. La capital va ser Amfípolis. Aquests territoris van deixar de formar part de Tràcia, almenys des del punt de vista dels historiadors grecs i romans.
L'any 148 aC, els romans van incorporar-hi Macedònia i es van trobar fent frontera amb els pobles bàrbars: els primers eren els escordiscs, poble d'origen celta, establerts al sud del Danubi, que feien incursions a les zones més civilitzades i que sovint són considerats tracis, i que de ben segur estaven almenys influïts per la cultura tràcia després d'estar molt de temps assentats en territoris de Tràcia. La resta de Tràcia pertanyia en la major part a prínceps o reis natius i els romans no van interferir si no s'havien produït abans atacs al seu territori.
Durant els anys 110 aC i 109 aC, el cònsol Minuci Rufus va combatre amb els escordiscs i amb els tribal·lis, i va arribar fins a la vall de l'Hebros. El 104 aC, Calpurni Pisó va entrar al districte de les muntanyes dels Ròdope. El 92 aC, el pretor Gai Senti va ser derrotat pels madis, que després van fer una depredadora incursió a Macedònia. Durant les Guerres Mitridàtiques, l'any 88 aC, van començar una sèrie d'incursions dels tracis cap a les províncies romanes veïnes, potser concertats amb Mitridates, tot i que no hi ha proves d'això; el que sí que se sap és que el general Tàxiles, lloctinent de Mitridates, el 86 aC, va anar amb un exèrcit cap a Tràcia i Macedònia, en suport d'Arquelau. Al final, Arquelau va ser derrotat. Sul·la va marxar cap a Àsia a través de Tràcia (84 aC) i va lluitar contra els tracis, bé per castigar-los pels seus atacs o per la complicitat amb Mitridates, o bé perquè l'atacaven al seu pas. Escriboni Curió va derrotar la tribu dels dàrdans i va entrar al Danubi. A Curió, va succeir com a governador de Macedònia Lucul·le (73 aC), que va derrotar els bessis en una batalla al puig Haemus, els va prendre la capital i va saquejar el territori entre l'Haemus i el Danubi. El país dels bessi el va conquistar altre cop per Octavi, pare d'Octavi August, el 60 aC. Els anys 58 aC i 57 aC, Pisó va ser governador de Macedònia i, segons Ciceró, va actuar cruelment sobretot amb els bessis i altres tribus tràcies pacífiques. El país encara no pertanyia a Roma, però la via reial era anomenada ja per Ciceró com Via Egnàcia, de la qual diu "via illa nostra militaris".
En la guerra civil entre Cèsar i Pompeu, alguns prínceps tracis van ajudar Pompeu, però el motiu d'aquest clientelisme no és conegut. En temps de Cèsar, al voltant de la seva mort, la major part del país va quedar en mans de dos germans: Rascuporis i Rascos. Quan va esclatar la guerra entre els triumvirs i el partit republicà, Rascuporis va fer costat als republicans i Rascos als triumvirs, sembla que per assegurar que l'un o l'altre estaria al camp del guanyador i podria assegurar el futur de Tràcia. Quan Octavi August va aconseguir tot el poder, els regnes de Tràcia van esdevenir de facto protectorat, amb plena autonomia interna (i si calia l'ajut romà), però totalment supeditats a la política de Roma, que a més a més arbitrava les disputes entre els prínceps. Els prínceps havien de fornir ajuda als romans i, quan calgués, els n'havien de permetre el reclutament, i els romans hi exerciren encara altres drets de sobirania (Tàcit esmenta que les monedes de Tràcia tenien a un costat el príncep local i a l'altre l'emperador roma). Aquest estat de coses va provocar un aixecament dels tracis el 14 aC, fets que van ser relatats per Dió Cassi. Va dirigir la revolta Vologès, un bessi sacerdot de Bacus, que es va valer del seu ofici religiós per aixecar el poble. Va reunir un exèrcit que va adoptar els sistemes i la disciplina romana i va derrotar i enderrocar Rascuporis, rei vassall dels romans; el seu oncle Remetalces també va ser enderrocat i va fugir; els rebels el van perseguir fins al Quersonès, que van devastar, i van ocupar les fortaleses i ciutats. August va ordenar a Pisó, governador de Pamfília, acudir a Tràcia amb les seves forces, i, al cap de tres anys de lluita i de no poques derrotes, va aconseguir finalment derrotar els bessis. Un segon intent de revolta poc després va ser sufocat ràpidament.
Després de la guerra, Roma va assolir l'administració del país. Germànic hi va ser l'any 18 i hi va imposar reformes; el sistema de reclutament es va imposar cap a l'any 26. S'esmenta un rei nadiu, Remetalces II, nomenat el 38 per Calígula com a rei de Tràcia. Finalment, amb Vespasià (69-79), el país va ser convertit en província romana. La crònica d'Eusebi esmenta que Tràcia va ser província l'any 47 sota Claudi, però Suetoni diu que va ser en temps de Vespasià. Aquesta discordança no ha pogut ser explicada satisfactòriament; és possible que Remetalces hagués mort el 47 i Claudi no hagués nomenat successor, cosa que equivalia de fet a la incorporació, però Tràcia no esdevenia jurídicament província (aquestes situacions es van donar sovint). En canvi, Mèsia va ser convertida en província bastant abans, perquè ja s'esmenta un propretor de Mèsia l'any 15.
Res de rellevant cal dir de la vida durant l'imperi. A la divisió de l'Imperi l'administrava un Vicarius Thraciarum, subordinat al Praefectus Praetorio Orientis. Els gots hi van aparèixer el 255. L'emperador Probe hi va establir uns cent mil bastarnes l'any 280. El 314 i el 323, l'emperador Licini va ser derrotat a Adrianòpolis per Constantí; aquest va establir un gran nombre de sàrmates a Tràcia el 334. L'any 376, l'emperador Valent va permetre l'establiment al país dels gots; això va donar lloc a guerres i desgràcies explicades per Amià. El 395, el país va ser assolat per Alaric i el 447 per Àtila. Després va formar part de l'Imperi Romà d'Orient fins a la conquesta búlgara.
Entre el 1305 i el 1310, la Tràcia va ser objecte de les incursions de la Companyia Catalana d'Orient, els almogàvers.
El 1341, els otomans van creuar per establir-se a Tràcia i el 1353 van obtenir la possessió de les fortaleses. El sobirà otomà va establir la seva capital a Adrianòpolis. Amb la conquesta de Constantinoble el 1453, els otomans van completar la conquesta de Tràcia, que van dominar fins a final del segle xix.
El 1878, la part nord de Tràcia, de població búlgara, es va constituir en província autònoma de l'Imperi Otomà sota el nom de Rumèlia Oriental. El principat es va incorporar finalment a Bulgària el 1885. El 1913, per la pau de Bucarest (10 d'agost de 1913), la Tràcia occidental, entre els rius Mesta i Marica, va ser reconeguda com una possessió de Bulgària, i Turquia va retenir la part oriental, a l'est del Marica. Pels tractats que van seguir la I Guerra Mundial (Neuilly 1919 i Sevres 1920), la Tràcia occidental (abans búlgara) va ser reconeguda sota domini de Grècia juntament amb la Tràcia oriental, però després de la derrota grega a l'Àsia menor el 1922, va ser retornada a Turquia (1923). Els intercanvis de població van ser massius i els turcs musulmans van obtenir un estatut de minoria protegida en territori grec i els cristians grecs el mateix tracte al territori turc. La minoria turca de la Tràcia occidental utilitza una bandera nacional pròpia.
El 1940, els búlgars, aliats d'Alemanya, van reincorporar la Tràcia occidental, però la van perdre al final de la guerra.

## Llista de tribus tràcies
| - Absintis. - Benis. - Bessos. - Bisaltes. - Bístons. - Botieus. | - Cícons. - Celàletes. - Corpils. - Denteletes. - Digers. - Diobessos. | - Diesos. - Doloncs. - Edons. - Hipsaltes. - Odomants. - Odrises. | - Priantes. - Medes. - Satres. - Sapeus. - Tins. - Trauses. |

## Ciutats de la Tràcia clàssica
| - A l'interior: - Adrianòpolis - Apros - Bèroe - Bízie - Cípsela - Develton - Dorisc - Escotusa - Filips - Filipòpolis - Iamforina - Nicòpolis - Petra - Plotinòpolis - Tempira - Topiris - Trajanòpolis | - Propòntida: - Bisante - Perint - Selímbria - Bòsfor: - Bizanci. - Tylis. - Euxí: - Anquialos. - Apol·lònia. - Mesèmbria. - Phinòpolis. - Salmydessos. - Thynias. | - Costa de l'Egeu: - Abdera - Amfípolis - Anos - Cosintos - Datum - Dicaea - Maronea - Mesèmbria - Neàpolis de Tràcia - Oesyma - Pístiros - Tirida - Zone | - Quersonès: - Alopeconès. - Cal·lípolis. - Càrdia. - Celos. - Eleünt. - Lisimàquia. - Pactya. - Panormos. - Sestos. - Tiristasis. |

## Subdivisions de la província romana de Tràcia
La província romana fou dividida, segons Plini el Vell, en cinquanta estratègies, però inclou Mèsia com a part de Tràcia. Claudi Ptolemeu esmenta els districtes de Madica, Dentelica, Sàrdica, Bessica, Drosica, Bennica, Usdicesica, Selletica, Samaica, Celetica, Sapaica, Corpiliaca, Canica, i Astica. Amià diu que, al segle iv, estava dividida en sis províncies de les quals 4 eren al sud de l'Haemus: la Tràcia pròpia a l'oest (capital Filipòpolis); Haemimontus al nord-est (capital Adrianòpolis); Europa al sud-est (capital Perintos); i Ròdopes, al sud-oest (capital Maximianòpolis).